# Schismatoglottis scortechinii
Schismatoglottis scortechinii là một loài thực vật có hoa trong họ Ráy (Araceae). Loài này được Hook.f. miêu tả khoa học đầu tiên năm 1893.